# Ivko Gančev
Ivko Gančev Ivanov (in bulgaro Ивко Ганчев Иванов?; Stara Zagora, 21 luglio 1965) è un allenatore di calcio ed ex calciatore bulgaro, di ruolo portiere.

## Palmarès

### Giocatore

#### Competizioni nazionali
- Campionato bulgaro: 1

Beroe: 1985-1986